# عدوى الجهاز التنفسي السفلي
عدوى الجهاز التنفسي السفلي هو مصطلحٌ يستخدم في كثيرٍ من الأحيان مرادفًا لذات الرئة، لكن يمكن أن تطلق أيضٍا على أنواعٍ أخرى من العدوى بما في ذلك خراج الرئة والالتهاب الشعبي الحاد. والأعراض تشمل ضيق التنفس، وضعف عام، ارتفاع في درجة الحرارة والسعال والتعب.
التهابات الجهاز التنفسي السفلي تضع ضغطا كبيرا على ميزانية الصحة، وعادة ما تكون أكثر خطورة من التهابات الجهاز التنفسي العلوي. منذ عام 1993 حدث انخفاض طفيف في إجمالي عدد الوفيات الناجمة عن عدوى الجهاز التنفسي السفلي. لكن في عام 2002 كانت لا تزال تمثل السبب الرئيسي للوفيات بين جميع الأمراض المعدية، وأنها تمثل 3.9 مليون حالة وفاة في جميع أنحاء العالم و 6.9 ٪ من مجموع الوفيات في تلك السنة.
وهناك عدد من حالات العدوى الحادة والمزمنة التي يمكن أن تؤثر على الجهاز التنفسي السفلي. نوعين العدوى الأكثر شيوعا هما التهاب الشعب الهوائية والالتهاب الرئوي. إلانفلونزا تصيب كلا من الجهاز التنفسي العلوي والسفلي. ويعتقد في كثير من الأحيان أن المضادات الحيوية هي الاختيار الأول لعلاج عدوى الجهاز التنفسي السفلي ؛ ومع ذلك، هذا غير مطلوب في العدوى الفيروسية. من المهم استخدام المضادات الحيوية المناسبة ويجب أن يكون الاختيار على أساس نوع الميكروب المسبب للعدوى لضمان حدوث التأثيرات العلاجيه في طبيعة هذه الإصابات وأيضا على أساس المقاومة الناشئة للعلاجات التقليدية. بكتيريا ه-انفلونزا وم-كاتاراليس (H.influenza and M.catarrhalis) تتعاظم أهميتها في كلا الالتهاب الرئوي المكتسب من المجتمع (CAP) والتفاقم الحاد في التهاب الشعب الهوائية المزمن (AECB) في حين أن أهمية س. الرئوية (S.peumoniae) آخذ في الانخفاض. لقد أصبح واضحا أيضا أهمية العوامل الغير نمطية المسببة للأمراض مثل بكتيريا ج.الرئويه، م. الرئوية ولام pneumophila، في الالتهاب الرئوي المكتسب من المجتمع (CAP).
ظلت أمراض القناة التنفسية السفلى أشد الأمراض السارية فتكاً في العالم، حيث احتلت المركز الرابع في قائمة الأسباب الرئيسية للوفاة. ومع ذلك، فقد انخفض عدد الوفيات الناجمة عنها انخفاضاً كبيراً، فقد حصدت في عام 2019 أرواح 2,6 مليون شخص، أي ما يقل بمقدار 000 460 وفاة عن عام 2000.
في عام 2019، كان الالتهاب الرئوي وغيره من التهابات الجهاز التنفسي السفلي المجموعة الأكثر فتكاً من الأمراض السارية، واحتلت مجتمعةً المرتبة الرابعة في قائمة الأسباب الرئيسية للوفاة. ومع ذلك، مقارنةً بعام 2000، حصدت التهابات الجهاز التنفسي السفلي عدداً أقل من الأرواح مما كانت تحصده في الماضي، حيث انخفض عدد الوفيات بما يقارب نصف مليون شخص على الصعيد العالمي.

## التصنيف

### التهاب الشعبي
التهاب الشعب الهوائية يمكن أن يصنف إلى إما حاد أو مزمن. التهاب الشعب الهوائية الحاد يمكن أن يكون عدوى فيروسية حادة أو عدوى بكتيرية حاده في الممرات الهوائية الكبيرة في المرضى الأصحاء الذين ليس لهم تاريخ من الامرض المتكررة. فإنه يؤثر على أكثر من 40 لكل 1000 من البالغين في كل عام، ويتكون من التهاب مؤقت في الشعب الهوائية الرئيسية والقصبة الهوائية. غالبا ما يحدث نتيجة عدوى فيروسية وبالتالي العلاج بالمضادات الحيوية لا يوصى به في الأفراد ذوي المناعة الجيده. لا توجد علاجات فعالة لالتهاب الشعب الهوائية الفيروسي. علاج الاتهاب الشعبي الحاد بالمضادات الحيوية شائع جدا ولكن فيه خلاف بين الأطباء لأن استخدامها له فقط فائده متوسطه إذا ما قسناها بالآثار الجانبية المحتملة (الغثيان والتقيؤ) وزيادة المقاومة للدواء، ورفع تكاليف العلاج في حالة يمكن أن تشفى من تلقاء نفسها. وتستخدم في بعض الأحيان ناهضات Beta2 (منشطات المستقبلات بيتا2) للتقليل من السعال المصاحب للالتهاب الشعبي الحاد. لكن في مراجعة منهجية حديثه وجد انه لا يوجد دليل يدعم استخدامها.
التفاقم الحاد لالتهاب الشعب الهوائية المزمن (AECB) كثيرا ما يكون نتيجة لأسباب غير معدية جنبا إلى جنب مع أسباب العدوى الفيروسية. نسبة 50 ٪ من المرضى تكون لديهم مستعمرات من بكتيريا الإنفلونزا المستدمية النزليه ، العقدية الرئوية أو catarrhalis Moraxella.. المضادات الحيوية ظهر أنها تكون فعالة فقط ما إذا كان الثلاثة أعراض التالية موجودة: -- زيادة في بحة الصوت، وزيادة كمية البلغم وزيادة الصديد فيه. في هذه الحالات 500 ملغ من الأموكسيسلين Amoxycillin عن طريق الفم، كل 8 ساعات لمدة 5 أيام أو 100 ملغ عن طريق الفم من الدوكسيسيكلين لمدة 5 أيام يجب أن تستخدم.

### الالتهاب الرئوي
الالتهاب الرئوي. يحدث بسبب مجموعة متنوعة من الحالات والعلاج يجب أن يختلف وفقا للحالة. وتصنف على أنها إما مكتسبه من المجتمع أو من المستشفى تبعا للمكان الذي التقط منه المريض عدوى المرض. وهو مرض يهدد الحياة في كبار السن أو ذوي المناعة الضعيفه. العلاج الأكثر شيوعا هو المضادات الحيوية، وهي تختلف في آثارها الجانبيه ومدى فعاليتها. الالتهاب الرئوي هو أيضا السبب الرئيسي للوفاة في الأطفال أقل من خمس سنوات من العمر. والسبب الأكثر شيوعا للالتهاب الرئوي هو بكتيريا المكورات الرئوية (pneumococcal)،البكتيريا العقدية الرئوية(streptococcal pneumoniae) تسبب 3 /2 من الالتهابات الرئوية البكتيريه. وهو نوع خطير من التهاب الرئتين مع معدل وفيات 25 ٪.
للوصول إلى العلاج الأمثل لمريض الالتهاب الرئوي يتم تقييم ما يلي ؛ -- شدة الالتهاب الرئوي (بما في ذلك مكان العلاج منزلي، في المستشفى أو العناية المركزة)، وتحديد العامل المسبب، تسكين ألم الصدر، والحاجة إلى الأوكسجين الإضافي، العلاج الطبيعي، والترطيب، موسعات الشعب الهوائية وحدوث المضاعفات المحتملة مثل انتفاخ الرئة أو خراج الرئة.
بالنسبة لالتهابات الجهاز التنفسي المكتسبة من المجتمع، الاستخدام الملائم للفلوروكينولونات (fluroquinolones)هو الخيار العلاجي. وقد أظهر استخدامها في تجارب خارج الجسم ' حدوث التأثير المستهدف ' ضد العوامل المسببه للمرض النمطيه والغير نمطيه. الفلوروكينولون الأحدث (على سبيل المثال، gatifloxacin، moxifloxacin) لها نشاط ممتد على البكتيريا جرام+ وتؤخذ جرعه واحدة يوميا وبالتالي فهي الاختيار الأول المحتمل في علاج عدوى الجهاز التنفسي السفلي. ومع ذلك فإن الاستجابة السريرية (استجابة المريض) هي أفضل المؤشرات للفعالية. وmoxifloxacin أو gatifloxacin قد ثبت أنها فعالة سريريا ضد التهابات الجهاز التنفسي المكتسبه من المجتمع.

## العلاج

### اختيار المضادات الحيوية
مع تزايد حدوث مقاومة الجراثيم للأدوية، أصبحت العلاجات التجريبية التقليدية أقل فاعلية، وبالتالي من المهم اختيار المضادات الحيوية على أساس اختبار عزل البكتيريا واختبارات حساسية البكتيريا للدواء. وفقا لمنهجية (كوكران) في مراجعة استخدام المضادات الحيوية في علاج الالتهاب الرئوي المكتسب من المجتمع في البالغين، فإن الأدلة الحالية من العينات العشوائيه غير كافية لوضع قرارات مبنية على أسس مثبته علميا في اختيار المضادات الحيوية. ومزيد من الدراسات مطلوبة للوصول لهذه القرارات. وبالنسبة للأطفال وجدوا أن أموكسيسيلين أو البروكايين البنسلين له تأثير أكبر من (co-trimoxazole) لمعالجة الالتهاب الرئوي المكتسب من المجتمع. في اطار المستشفيات، وجد أن جنتاميسين والبنسلين أكثر فعالية من الكلورامفينيكول، وأن أموكسيسيلين عن طريق الفم يعطي نتائج مماثلة للبنسلينات عن طريق الحقن. وفي استعراض آخر للأطفال الذين يعانون من التهاب رئوي حاد، وجد أن تناول المضادات الحيوية عن طريق الفم تكون فعالة مثل تلك التي تعطى عن طريق الحقن لكن دون الآثار الجانبية للحقن مثل الألم، وخطر العدوى، أو ارتفاع التكلفة. وأيضا في استعراض كوكران ظهر أن أزيثروميسين ليس أفضل من أموكسسيلين Amoxycillin أو أموكسسلين Amoxycillin مع حمض كلافيولينيك clavulanic في علاج التهابات الجهاز التنفسي السفلي. ووضعت قائمة(AMH) أموكسسلين الاختيار الأول لعلاج التفاقم الحاد لألتهاب الشعب الهوائية المزمن AECB والالتهاب الرئوي المكتسب من المجتمع بينما أزيثروميسين في الوريد هو الاختيار الأول في حالة ارتفاع خطر الوفاة. وإذا كان الالتهاب الرئوى الحاد مكتسب من المستشفى توصي ب جنتاميسين عن طريق الحقن في الوريد وتراياسيلين ticarcillin مع حمض كلافيولينيك clavulanic.

### العلاج غير الدوائي
في عام 2003، تم نشر بحث ذو جوده عاليه جدا عن العلاقة بين خطر دخول المستشفى بسبب أمراض الجهاز التنفسي ونوع تغذية الرضع في البلدان المتقدمة. وشملت الدراسة 3201 طفل يتغذون على الرضاعة الطبيعية و1324 طفل لا يرضعوا رضاعه طبيعية. وأظهرت انخفاض 72 ٪ في خطر دخول المستشفى عند الرضع الذين يرضعون رضاعه طبيعيه فقط لمدة 4 أشهر أو أكثر مقارنة مع أولئك الذين كانوا يرضعون صناعيا. وبالتالي الرضاعة الطبيعية الحصرية ل4 أشهر أو أكثر ترتبط مع انخفاض في خطر دخول المستشفى بسبب أمراض الجهاز التنفسي السفلي.
الدعامة الأساسية للعلاج غير الدوائي كان لسنوات عديدة هو الراحة وزيادة كمية السوائل. على الرغم من أنه أمر شائع بالنسبة للأطباء وغيرهم من المهنيين الصحيين أن يوصي بزيادة تناول السوائل، إلا أن المراجعة منهجية لكوكران لا تجد أي دليل لصالح أو ضد زيادة تناول السوائل. على الرغم من أن فكرة تعويض السوائل المفقودة بسبب الحمى وسرعة التنفس قد اشير إليها، إلا أن بعض الدراسات سجلت آثار ضارة لهذا مثل التخفيف من تركيز الصوديوم في الدم مما يؤدي إلى الصداع والارتباك أو ربما التشبجات. الراحة تسمح للجسم بالحفاظ على الطاقة لمقاومة العدوى. يوصى بالعلاج الطبيعي في بعض أنواع الالتهاب الرئوي، وينبغي تشجيعه حيثما كان ذلك مناسبا.

### العلاجات التكميلية
عشب الطير(Chickweed) عن طريق الفم استخدم لسنوات عديدة للحد من الحمى والبلغم المصاحب لالتهاب الشعب الهوائية. يعتقد أنه بمثابة طارد للبلغم وعلى الرغم من أن التأثيرات الدوائية لعديد من مكوناته تشير إلى أنها قد تكون مفيدة، لكن لا توجد دراسات متاحة للتأكد من فعاليته.
وتبين من استعراض منهجي للأعشاب الصينية المستخدمة في علاج الاتهاب الشعبي الحاد وجود أدلة ضعيفة تدعم استخدامها، ولكن جودة البيانات غير كافية للتوصية بها. وقد وجد أن هذه النتيجة قد تكون راجعه إلى تصميم الدراسة أو تحيز في النشر. وبالتالي يجب استخدامها بعناية لأن درجة الأمان في استخدامها غير معروفه إلى حد كبير.
الزعتر معترف به من اللجنة E في علاج التهاب الشعب الهوائية، وهناك بيانات مشجعة لاستخدامه في التهاب الشعب الهوائية المزمن عندما يستخدم جنبا إلى جنب مع غيره من الأعشاب الطبيعية، ولكن لا توجد بيانات تؤيد هذا.
ويعتقد عموما ان استخدام فيتامين سي يعمل على منع نزلات البرد والتهابات الجهاز التنفسي الأخرى. لكن وفقا لاستعراض كوكران للأبحاث، الأدلة التي تدعم استخدامه على نطاق واسع بغرض الوقاية من الالتهاب الرئوي في عموم السكان ضعيفة للغاية. قد يكون من المعقول أن يستخدم في المرضى ذوي الخطورة العالية في حالة انخفاض مستويات البلازما من فيتامين (سي) بسبب انخفاض التكلفة والمخاطر المرتبطة باستخدامه.
فيتامين (سي) استخدم على أنه مضاد حيوي سوي التركيز الجزيئي orthomolecular ،و يكون أكثر فعالية عندما يستخدم بنفس الطريقة، أي، على جرعات حسب جدول زمني.
وقد استخدم فيتامين (أ) بنجاح لخفض معدلات الوفيات وشدة التهابات الجهاز التنفسي الي تحدث مع الحصبة. مع أنه في استعراض منهجي للالتهاب الرئوي الغير مرتبط بالحصبة وجد انه ليس له أي فائدة أو آثار ضارة.
يستخدم المعالجون الأصلية لآلاف السنين، الثوم الذي يحتوي على الأليسين، وهو مركب قوي مضاد للفطريات ومضاد حيوي. وقد استخدمت القبائل الأمريكية الأصلية الثوم لعلاج السعال والخناق. المعالجون بالأعشاب البريطانيون استخدموا الثوم لعلاج بحة الصوت والسعال. درس لويس باستور خصائص والثوم المضادة للجراثيم. وخلال الحربين العالميتين، كان الثوم يستخدم ' كمطهر.
في علاج الالتهاب الرئوي تبين أن (baical skullcap)تكون فعالة مثل بيبراسيلين piperacillin بعد تلقي علاج واحد. العلاج بدواء piperacillin أسفر عن اصابة 4 من 30 مريضا بحالات العدوى الفطرية في حين لم يكن هناك أي اصابات في حالة العلاج ب (bacial skullcap).

السنوات الضائعه بسبب الإعاقة بسبب التهابات الجهاز التنفسي السفلي لكل 100،000 نسمة في عام 2002.

## البحث
ومن المرجح أن العلاج المستقبلي لعدوى الجهاز التنفسي السفلي سوف يتكون من مضادات حيوية جديدة تهدف إلى مواجهة المشاكل المرتبطة بظهور المقاومة للمضادات الحيوية. مع التطور السريع للمقاومة العلاج في المستقبل قد يشمل استخدام لقاحات لمنع هذه العدوى. وعلى الرغم من أن استعراض كوكران المنهجي على اللقاح ضد بكتيريا المكورات الرئوية أظهر أنه لم يقلل من الالتهاب الرئوي أو وفيات البالغين المرتبطة به، ولكنه كان قادرا على الحد من حدوث حالات محددة مثل مرض الالتهاب الرئوي لدى كبار السن. لذلك فإنه من المأمول مع هذه التطورات أنه سوف يصبح أكثر فعالية لمكافحة الالتهاب الرئوي.
ويعتقد أن تطعيم المرضى الذين يعانون من التفاقم الحاد لالتهاب الشعب الهوائية الحاد AECB في أشهر الخريف يكون له أثر إيجابي في الحد من شدة وعدد مرات حدوث التفاقم خلال فصل الشتاء. واللقاح عن طريق الفم يوصف في هذا الاستعراض بأنه قادرا على خفض حمل بكتيريا هيموفلس انفلونزا (non-typeable haemophilus influenza)غير المستدمية التي هي سبب شائع لتفاقم التهاب الشعب الهوائية المزمن. مع التخطيط الجيد ومزيدا من البحث، هذا النوع من اللقاحات قد يؤدي إلى خفض العبءالمرتبط بأمراض الجهاز التنفسي السفلي.
وهناك علاجات قليلة متاحة للأنواع الفيروسية من التهاب الشعب الهوائية والالتهاب الرئوي. الفيروس المخلوي التنفسي (respiratory syncytial virus)(RSV) السبب الرئيسي لهذا لدى الأطفال، ويحتمل أن يعالج باستخدام mAb أجسام مضادة وحيدة النسيلة جديده Motavizumab. أظهرت التجارب على الحيوانات أنها تقلل من عيار الأجسام المضادة 100 درجه أقل من الدواء الوحيد المتاح حاليا لعلاج هذه الحالة. هذا يحمل وعدا كبيرا للعلاج في المستقبل ب LRTI.